# Jean Potin Cup 1923

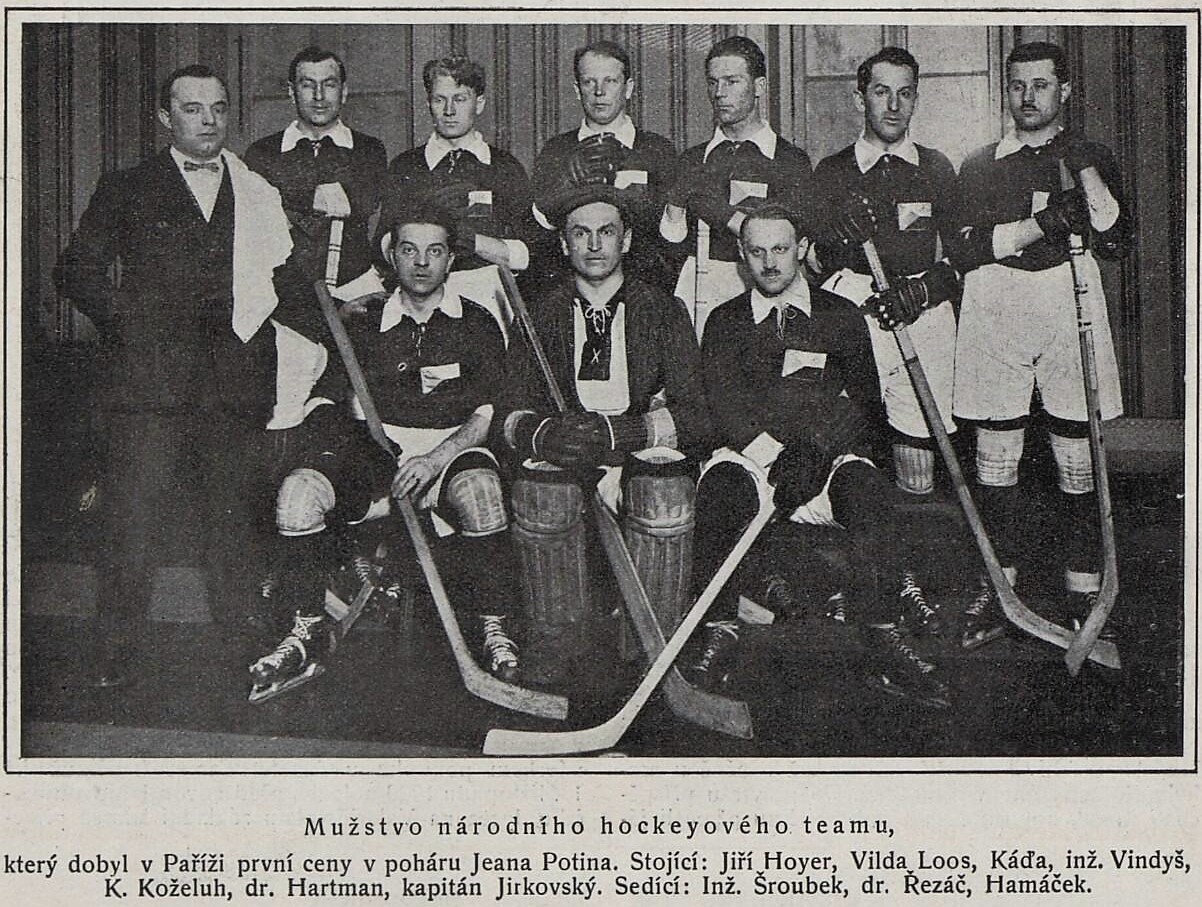
Československý hokejový tým na turnaji Jean Potin Cup 1923

Jean Potin cup byl turnaj v ledním hokeji, který se konal od 12. do 14. 2. 1923. Turnaje se zúčastnila čtyři mužstva. Československo, Belgie a Francie se utkala ve skupině systémem každý s každým. Vítěz postoupil do finále proti pařížským Kanaďanům, kteří se kvalifikovali přímo. Utkání s Belgií a pařížskými Kanaďany, nepovažuje česká strana za oficiální.

## Výsledky a tabulka
|    |         | TCH  | FRA | BEL  | V | R | P | Skóre | B |
| 1. | ČSR     | ***  | 3:3 | 14:5 | 1 | 1 | 0 | 17:8  | 3 |
| 2. | Francie | 3:3  | *** | 3:0  | 1 | 1 | 0 | 6:3   | 3 |
| 3. | Belgie  | 5:14 | 0:3 | ***  | 0 | 0 | 2 | 5:17  | 0 |

 Československo –  Belgie 14:5 (5:1, 9:4)
12. února 1923 – Paříž

Branky Československa: Josef Šroubek 5, Karel Pešek 4, Jaroslav Jirkovský 3, Valentin Loos 2, Otakar Vindyš 1.

Branky Belgie: ???
ČSR: Jaroslav Řezáč - Karel Pešek, Josef Šroubek, Karel Hartmann - Jaroslav Jirkovský, Otakar Vindyš, Valentin Loos, Karel Koželuh,Jaroslav Hamáček.
- Národní listy z 13. února 1923 uvádějí výsledek 15:4.

 Francie –  Belgie 3:0 (1:0, 2:0)
13. února 1923 – Paříž

Branky Francie: 17. Léonhard Quaglia, 35. Robert Lacroix, 37. Alfred de Rauch.

 Francie –  Československo 3:3 (3:2, 0:1)
14. února 1923 – Paříž

Branky Francie: 6. Jacques Chaudron, 9. Jacques Chaudron, 15. Alfred de Rauch.

Branky Československa: 7. Josef Šroubek, 13. Josef Šroubek, 38. Karel Pešek.
Francie: Robert George - Pierre Charpentier, Robert Lacroix - Léonhard Quaglia, Alfred de Rauch, Albert Hassler.

Náhradníci: André Brasseur, Louis Brasseur, Jacques Chaudron.
ČSR: Jaroslav Řezáč - Karel Pešek, Josef Šroubek, Karel Hartmann - Jaroslav Jirkovský, Otakar Vindyš, Valentin Loos, Karel Koželuh,Jaroslav Hamáček.

### Finále
Československo - pařížští Kanaďané 4:0
15. února 1923 – Paříž

Branky Československa: Jaroslav Jirkovský 2, Valentin Loos, Otakar Vindyš.
ČSR: Jaroslav Řezáč - Karel Pešek, Josef Šroubek, Karel Hartmann - Jaroslav Jirkovský, Otakar Vindyš, Valentin Loos, Karel Koželuh,Jaroslav Hamáček.

## Soupisky
1.  Československo

Brankáři: Jaroslav Řezáč.

Obránci: Karel Pešek, Josef Šroubek, Karel Hartmann.

Útočníci: Jaroslav Jirkovský, Otakar Vindyš, Valentin Loos, Jiří Hoyer, Karel Koželuh, Jaroslav Hamáček.